# Gabriel Mbilingi

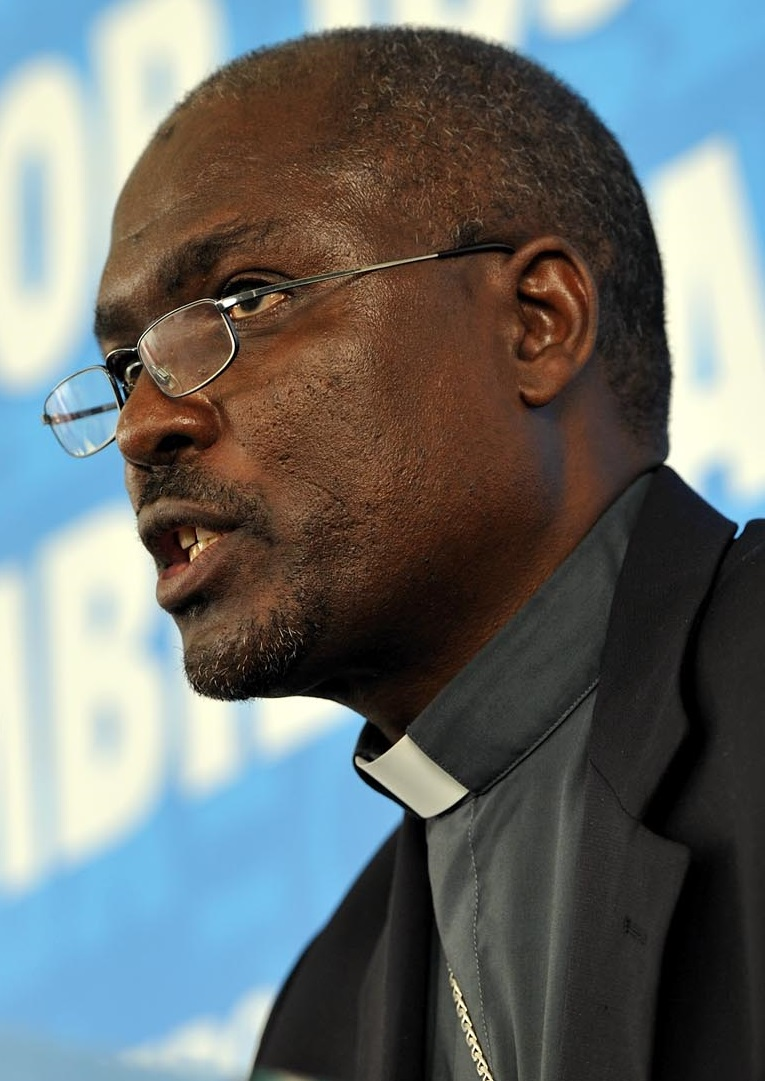
Gabriel Mbilingi (2012)

Gabriel Mbilingi CSSp (* 17. Januar 1958 in Bândua, Bié, Angola) ist ein angolanischer Geistlicher. Er ist römisch-katholischer Erzbischof von Lubango in Angola. 

## Leben
Gabriel Mbilingi besuchte die Grundschule an der Katholischen Mission und trat 1970 in das Kleine Seminar der Spiritaner in Huambo ein. Nach einem Studium der Philosophie am interdiözesanen Christ-König-Seminar in Huambo trat er am 10. April 1980 der Ordensgemeinschaft der Spiritaner bei. Am 9. April 1983 legte er die Profess ab und empfing am 26. Februar 1984 die Priesterweihe. Von 1988 bis 1992 studierte er am Päpstlichen Französischen Priesterseminar in Rom.
Am 15. Oktober 1999 wurde er von Papst Johannes Paul II. zum Koadjutorbischof des Bistums Lwena bestellt. Am 6. Januar 2000 spendete ihm Papst Johannes Paul II. selbst im Petersdom die Bischofsweihe; Mitkonsekratoren waren die Kurienerzbischöfe Giovanni Battista Re und Marcello Zago OMI. Einen Tag später folgte er nach dessen Rücktritt seinem Vorgänger José Próspero da Ascensão Puaty als Bischof von Lwena nach.
Am 11. Dezember 2006 ernannte ihn Papst Benedikt XVI. zum Koadjutorerzbischof von Lubango.
Mbilingi wurde am 22. Juli 2007 in der Generalversammlung der Bischofskonferenz für das Südliche Afrika (Imbisa) in Luanda, der Hauptstadt Angolas, zum neuen Präsidenten der Bischofskonferenzen des südlichen Afrikas gewählt.
Mit dem Rücktritt von Erzbischof Zacarias Kamwenho am 6. September 2009 folgte er diesem als Erzbischof von Lubango nach. Am 29. Juni 2010 empfing er als neuer Metropolit der Kirchenprovinz Lubango von Papst Benedikt XVI. im Petersdom das Pallium.
Von 2009 bis 2015 war er Vorsitzender der Bischofskonferenz von Angola und São Tomé (CEAST) und von 2013 bis 2019 Vorsitzender des Symposiums der Bischofskonferenzen von Afrika und Madagaskar.